# Montgomery County (Indiana)
Montgomery County ist ein County im US-Bundesstaat Indiana der Vereinigten Staaten. Der Verwaltungssitz (County Seat) ist Crawfordsville.

## Geographie
Das County liegt im Westen von Indiana, ist etwa 60 km von Illinois entfernt und hat eine Fläche von 1309 Quadratkilometern, wovon zwei Quadratkilometer Wasserfläche sind. Es grenzt im Uhrzeigersinn an folgende Countys: Tippecanoe County, Clinton County, Boone County, Hendricks County, Putnam County, Parke County und Fountain County.

## Geschichte

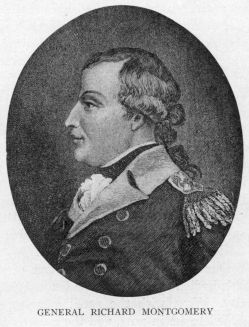
R. Montgomery

Montgomery County wurde am 21. Dezember 1822 aus Teilen des Parke County und des Putnam County gebildet. Benannt wurde es nach Richard Montgomery, einem Generalmajor und Helden im Amerikanischen Unabhängigkeitskrieg, der am 31. Dezember 1775 bei der Einnahme der Stadt Québec in der Schlacht von Québec getötet wurde.
Der erste weiße Siedler war William Offield aus Tennessee, der 1821 hier mit seiner Frau Jennie und einem Kind siedelte.
Das erste County Courthouse, ein zweigeschossiges Blockhaus, wurde 1824 fertiggestellt. Ein Zweites, aus Steinen erbautes, wurde 1833 erstellt. Das dritte und heute noch benutze Montgomery County Courthouse wurde 1876 fertiggestellt.
Im Montgomery County liegt eine National Historic Landmark, das General Lew Wallace Study. Insgesamt sind 21 Bauwerke und Stätten des Countys im National Register of Historic Places eingetragen (Stand 2. September 2017).

## Demografische Daten

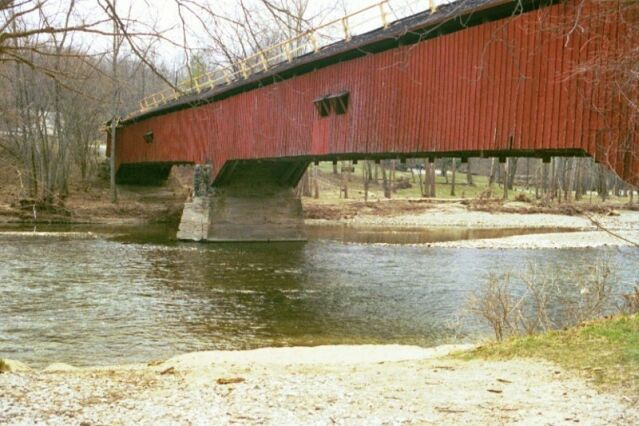
Deer Mill Covered Bridge im Shades State Park

Karte des Shades State Parks

Nach der Volkszählung im Jahr 2000 lebten im Montgomery County 37.629 Menschen in 14.595 Haushalten und 10.245 Familien. Die Bevölkerungsdichte betrug 29 Einwohner pro Quadratkilometer. Ethnisch betrachtet setzte sich die Bevölkerung zusammen aus 96,77 Prozent Weißen, 0,77 Prozent Afroamerikanern, 0,19 Prozent amerikanischen Ureinwohnern, 0,42 Prozent Asiaten, 0,03 Prozent Bewohnern aus dem pazifischen Inselraum und 1,10 Prozent aus anderen ethnischen Gruppen; 0,71 Prozent stammten von zwei oder mehr Ethnien ab. 1,62 Prozent der Bevölkerung waren spanischer oder lateinamerikanischer Abstammung.
Von den 14.595 Haushalten hatten 33,4 Prozent Kinder unter 18 Jahre, die mit ihnen im Haushalt lebten. 57,6 Prozent waren verheiratete, zusammenlebende Paare, 8,6 Prozent waren allein erziehende Mütter und 29,8 Prozent waren keine Familien. 25,3 Prozent waren Singlehaushalte und in 11,0 Prozent lebten Menschen mit 65 Jahren oder darüber. Die Durchschnittshaushaltsgröße betrug 2,50 und die durchschnittliche Familiengröße lag bei 2,97 Personen.
26,0 Prozent der Bevölkerung waren unter 18 Jahre alt, 9,0 Prozent zwischen 18 und 24, 28,6 Prozent zwischen 25 und 44 Jahre. 22,6 Prozent zwischen 45 und 64 und 13,9 Prozent waren 65 Jahre alt oder älter. Das Durchschnittsalter betrug 37 Jahre. Auf 100 weibliche Personen kamen 99,6 männliche Personen. Auf 100 Frauen im Alter von 18 Jahren und darüber kamen 97,8 Männer.
Das jährliche Durchschnittseinkommen eines Haushalts betrug 41.297 US-Dollar, das Durchschnittseinkommen der Familien 48.779 USD. Männer hatten ein Durchschnittseinkommen von 36.612 USD, Frauen 23.010 USD. Das Prokopfeinkommen betrug 18.938 USD. 6,1 Prozent der Familien und 8,3 Prozent der Bevölkerung lebten unterhalb der Armutsgrenze.

## Orte im County
- Alamo
- Ames
- Beckville
- Bowers
- Browns Valley
- Cherry Grove
- Crawfordsville
- Darlington
- Darlington Woods
- Deer Mill
- Elmdale
- Fiskville
- Garfield
- Hibernia
- Kirkpatrick
- Ladoga
- Lapland
- Linden
- Linnsburg
- Log Cabin Crossroads
- Mace
- Manchester
- New Market
- New Richmond
- New Ross
- North Union
- Parkersburg
- Shannondale
- Smartsburg
- Sycamore Ford
- Taylor Corner
- Waveland
- Waynetown
- Wesley
- Whitesville
- Wingate
- Yountsville

Townships
- Brown Township
- Clark Township
- Coal Creek Township
- Franklin Township
- Madison Township
- Ripley Township
- Scott Township
- Sugar Creek Township
- Union Township
- Walnut Township
- Wayne Township